# Història de Peníscola

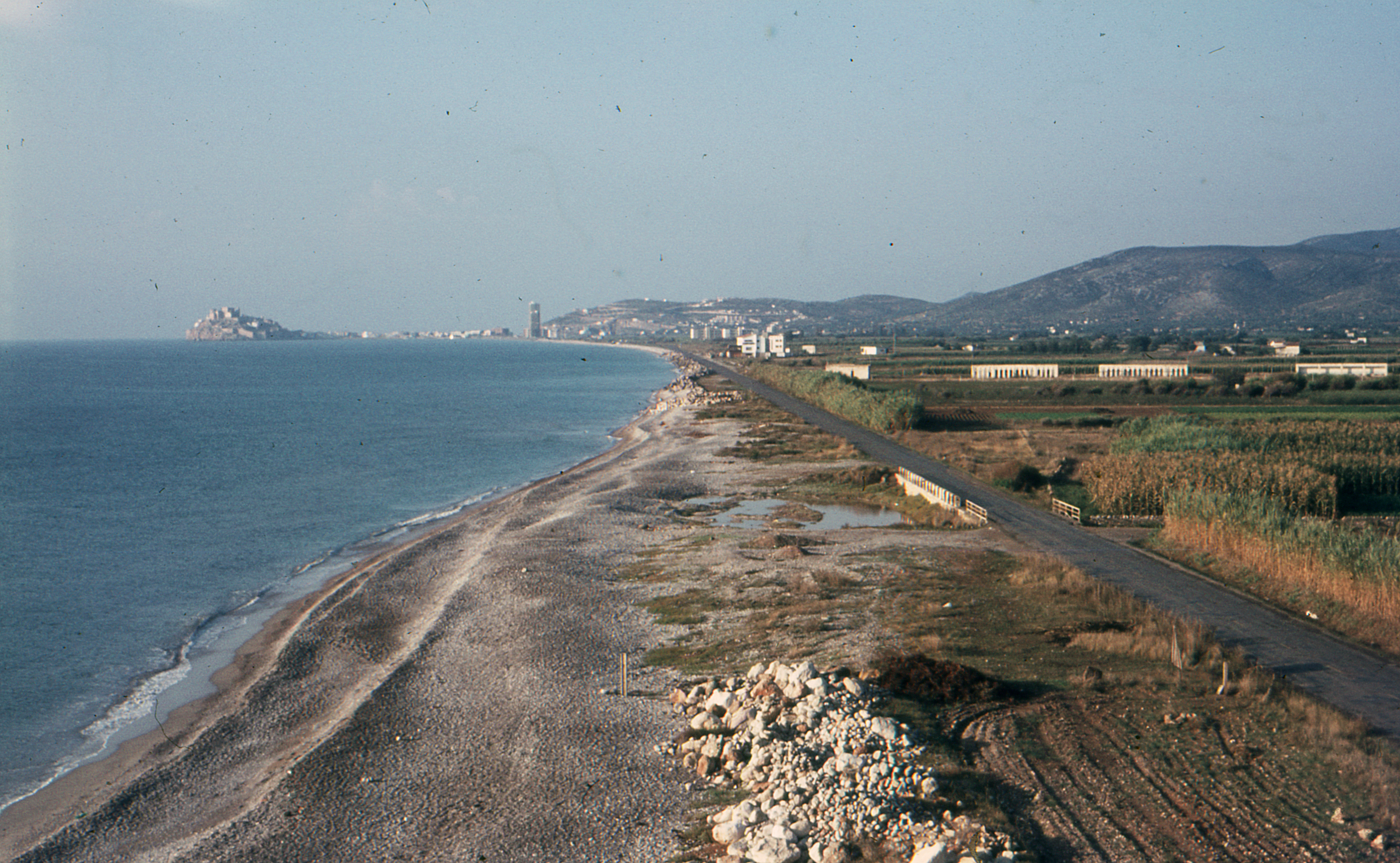
Litoral de Peníscola (al fons) i platja Nord l'any 1969

La història de Peníscola és la història del municipi de Peníscola, amb el títol de ciutat des de l'any 1709, i del territori on es troba, des de l'antiguitat fins als nostres dies.

## Edat antiga

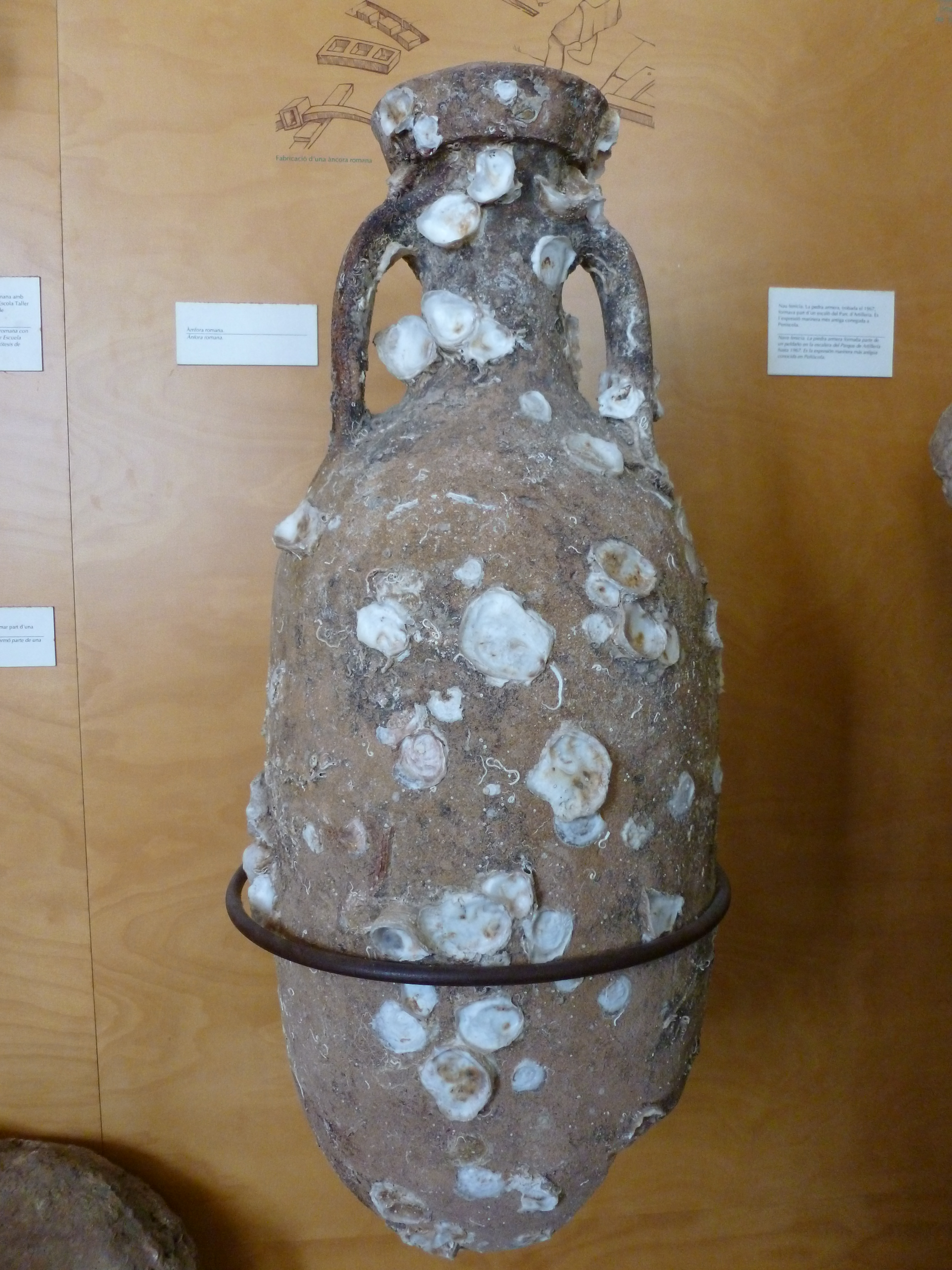
Àmfora romana trobada a Peníscola, exposada al Museu de la Mar

Són abundants els vestigis arqueològics trobats a la rodalia del tómbol rocós, com restes de vaixells, àmfores, entre d'altres, així com en els poblats del Poaig i els Barrancs, que confirmen el poblament de la zona per ibers (ilergàvons), així com la relació d'estos amb mercaders fenicis, grecs i posteriorment cartaginesos i romans.
En general, la historiografia moderna coincideix a identificar Peníscola amb la Querronès (Χερρόνησος, Cherrhónēsos) que Estrabó (segle i aC) localitza entre Sagunt i el riu Ebre. En grec, χερρόνησος significa 'península', i Peníscola és el sol punt de la costa d'aital condició. Posteriorment, l'arqueologia, gràcies a unes troballes datables dels segles ii i i aC, ha confirmat que sota el tómbol de Peníscola es localitzà una població iberoromana d'extensió i característiques desconegudes però que permet que sigui identificada amb la població esmentada d'Estrabó.
Peníscola, doncs, possiblement va ser port romà, a través del qual desembarcaven productes manufacturats (ceràmica, teles, armes, entre altres) que els colonitzadors intercanviaven per oli i vi que els pobles indígenes cultivaven a les serralades litorals. A la rodalia del penyal s'han fet abundants troballes d'àmfores. Així mateix, segons alguns autors, Peníscola correspondria al lloc on Amílcar Barca va fer jurar al seu fill Hanníbal que mai pactaria amb els romans i en seria sempre enemic.
Els romans prengueren el nom grec de Querronès i, per simple traducció, el convertiren en Paeninsula, per bé que aquest topònim no està documentat.

## Edat mitjana
Des de gairebé pràcticament el principi de la invasió musulmana de la península Ibèrica (any 718), fins a l'any 1233, Peníscola pertany al domini islàmic. Malgrat açò, no es coneixen massa aspectes d'aquesta època. Els geògrafs l'anomenaren Baniskula, i la descriuen com un castell i poblat inexpugnable front la mar, amb diverses alqueries (com la de Beni-Gazlum -Benicarló-, Beni-Aròs -Vinaròs-, Irta, etc.), abundància d'aigües i importants salines. Durant dècades marca la frontera amb el Principat de Catalunya, des d'on es realitzen incursions pirates al litoral català.
Peníscola és el bressol d'importants personatges del Regne musulmà de València, como el rei Llop (Muhàmmad ibn Mardanix, Peníscola, 1124-Múrcia, març de 1172), que arribarà a mantindre un regne a la zona de Balansiya i Mursiyya, i fou l'última dinastia reial fins a l'arribada d'En Jaume I. Un altre peniscolà rellevant, també relacionat amb el rei conqueridor, fou el poeta Alí Albatà, que va iniciar les negociacions de la rendició de València, a Russafa.

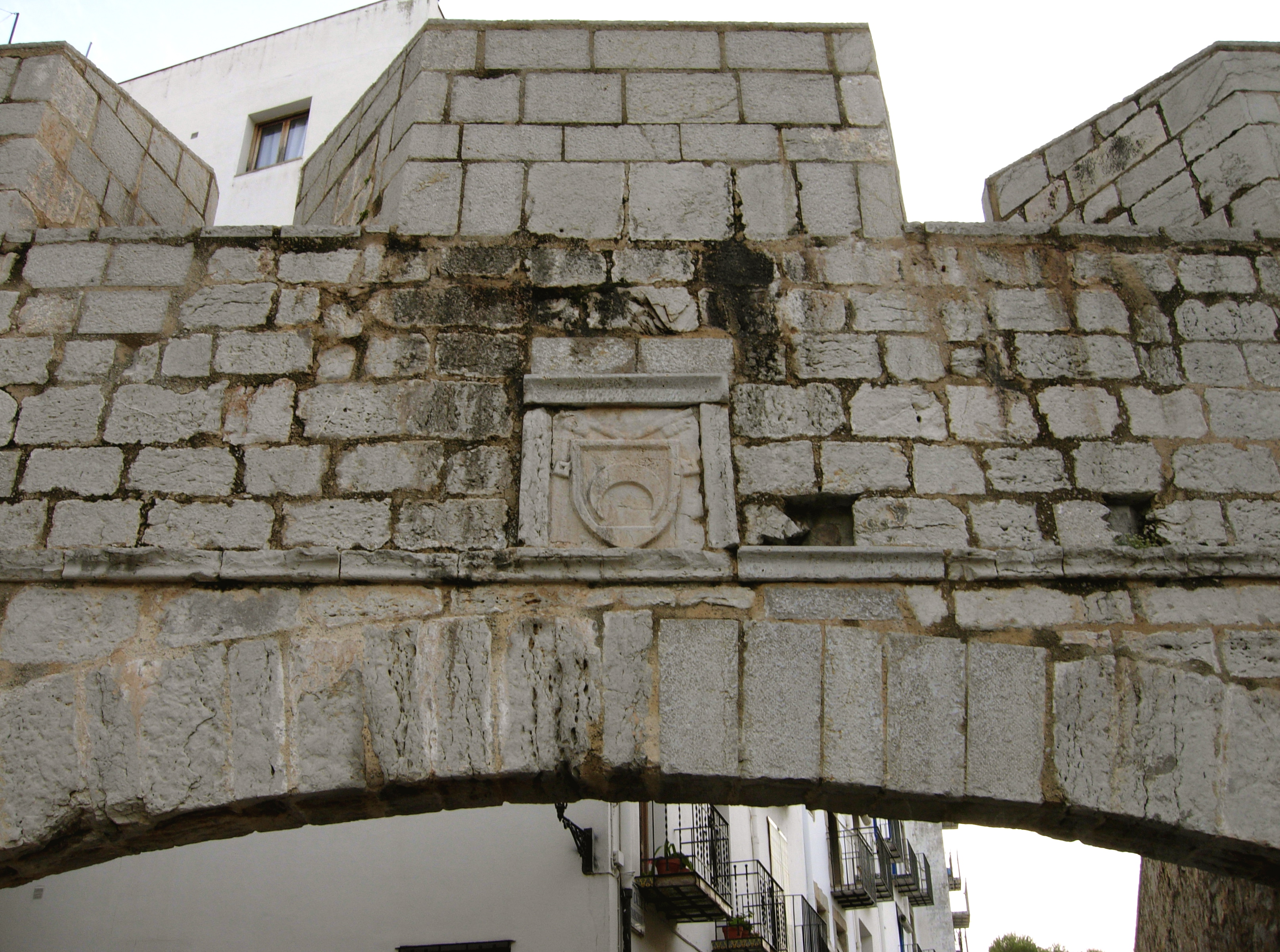
Escut del papa Luna a les muralles de Peníscola

En la seua empresa de conquerir el regne musulmà que ocupava les terres valencianes, Jaume I va intentar conquerir Peníscola en primer lloc el 1225, sense èxit, i continuà així la llegenda de castell inexpugnable. Jaume va decidir evitar la fortalesa i va conquerir Mallorca i Borriana, fets que deixaren Peníscola aïllada de la resta de territoris musulmans. Així, el 1233 es va rendir amb un pacte de capitulació que garantia les lleis i costums sarraïns.
Abans de la conquesta, Peníscola havia sigut cedida per part del rei Ramon Berenguer IV a Guillem Ramon I de Montcada el 1147. Se li va atorgar la carta de poblament en l'any 1251. El 1278 el rei va nomenar Guillem Olomar, diplomàtic barcelonés, batle de Peníscola. El 1286 el rei Alfons el Franc, net de Jaume I, va fer donació del castell i vila a Artal d'Alagón, el qual la va mantindre en el seu poder fins a l'any 1293, quan realitzà un bescanvi amb el rei d'Aragó, Jaume II el Just, i passava de nou a mans de la corona. Un any més tard, el 1294, Peníscola va passar a pertànyer a l'orde del Temple, gràcies a la permuta de la corona amb aquest orde, que donava a canvi la ciutat de Tortosa. L'actual castell, emplaçat sobre l'antiga fortalesa musulmana, es començà a construir l'any 1294 sota el comandament templari, i s'acabaren les obres dotze anys després, el 1307. Posteriorment, el 1319, amb la dissolució de l'orde del Temple, passà als dominis de l'orde de Montesa, que va començar l'ampliació de la fortalesa.
Durant el Cisma d'Occident, en l'any 1411, se li concedeix l'ús de la fortalesa al papa Benet XIII, més conegut com el "papa Luna". Abandonat i perseguit per tots, es refugia en el castell per viure els seus últims anys envoltat d'alguns cardenals fidels als seus principis. Peníscola es converteix així en seu pontifícia. Juntament amb Roma i Avinyó són les úniques seus pontifícies que han existit al món. Després de l'episodi papal, Peníscola regressa a la jurisdicció reial, junt a altres viles de realenc del Regne de València com Morella, Borriana, Xàtiva o Alzira.

## Edat moderna

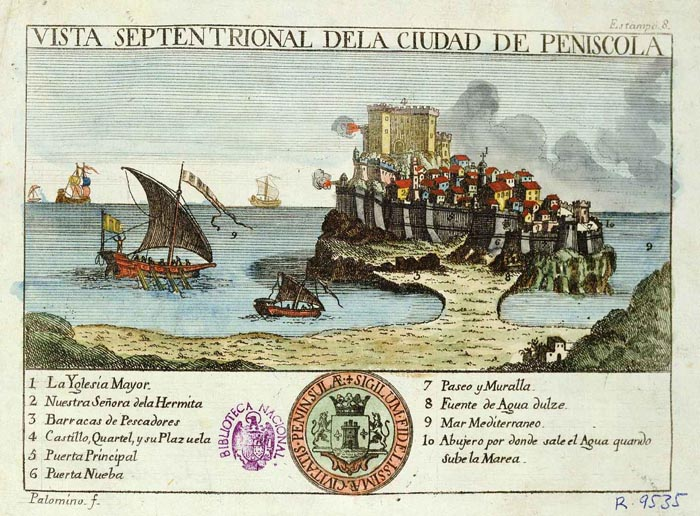
Peníscola i el seu castell en una representació idealitzada de Juan Fernando Palomino publicada en lAtlante español, ó Descripción general de todo el reyno de España, de Bernat Espinalt i Garcia, el 1786

Durant les revoltes de Germanies, el poble es va mantenir fidel a la corona i el castell de Peníscola va ser refugi del virrei de València, Diego Hurtado de Mendoza y Lemos, que havia fugit de la capital valenciana amb les seues forces lleials. Després de resistir a la ciutat l'assetjament agermanat el 1521, el 1522 se li va concedí el títol de «Molt Noble, Lleial i Fidelíssima» pel seu suport a la corona durant les Germanies.
Per la gran pressió de la pirateria i l'amenaça turca al llarg de tot el segle xvi, es va fer construir les muralles de la vila. L'obra, finalitzada el 1578, va estar a càrrec de l'arquitecte militar de Felip II, Giovanni Battista Antonelli. Actualment, les muralles són un dels exemples més rellevants de fortificació del Mediterrani. Guarden un gran semblant amb les muralles d'Eivissa.
Durant la Guerra dels Nou anys es va dur a terme el bombardeig naval de diverses ciutats costaneres de la Corona catalanoaragonesa, com Barcelona i Alacant, i l'estol de Jean II d'Estrées va amenaçar Vinaròs i Peníscola.
Després d'un període de crisi local a la fi del segle xvii, amb el canvi dinàstic a la casa de Borbó, la població protagonitzà durant la Guerra de Successió un dels capítols més rellevants de la seua història. Es va declarar partidària del bàndol borbònic, al costat del seu governador militar, Sancho de Echevarría, i va acollir filipistes valencians que es refugiaren rere les seues fortificacions. El Regne de València en la seua gran majoria era partidari de l'aspirant al tron austríac Carles d'Àustria, igual que la resta de regnes de la corona catalanoaragonesa, per això Peníscola fou assetjada durant dos anys entre 1705 i 1707, principalment per destacaments anglesos i holandesos. Un dels capítols més rellevants d'aquest lloc va ser l'anomenada «batalla de les Trinxeres».
Finalment, després de resultar vencedor de la Guerra de Successió, Felip V d'Espanya va atorgar a Peníscola el títol de ciutat i el de «Molt Noble, Lleial i Fidelísima Ciutat». Així mateix fou beneficiada fiscalment i el seu consell va ser ennoblit. En acció de gràcies, Sancho de Echevarría feu construir entre 1708 i 1714 l'ermita de la Mare de Déu de l'Ermitana, adossat a la torre nord del castell. D'altra banda, l'any 1707 la nova administració borbònica crea la governació de Peníscola (també anomenada corregiment de Peníscola, a imitació de la tradició castellana), que comprenia el Baix Maestrat (excepte la Tinença de Benifassà), la Serratella, Torreblanca, Orpesa, Cabanes, Vilafamés i Benlloc, i seria suprimida definitivament el 1833 amb la divisió provincial.

## Edat contemporània

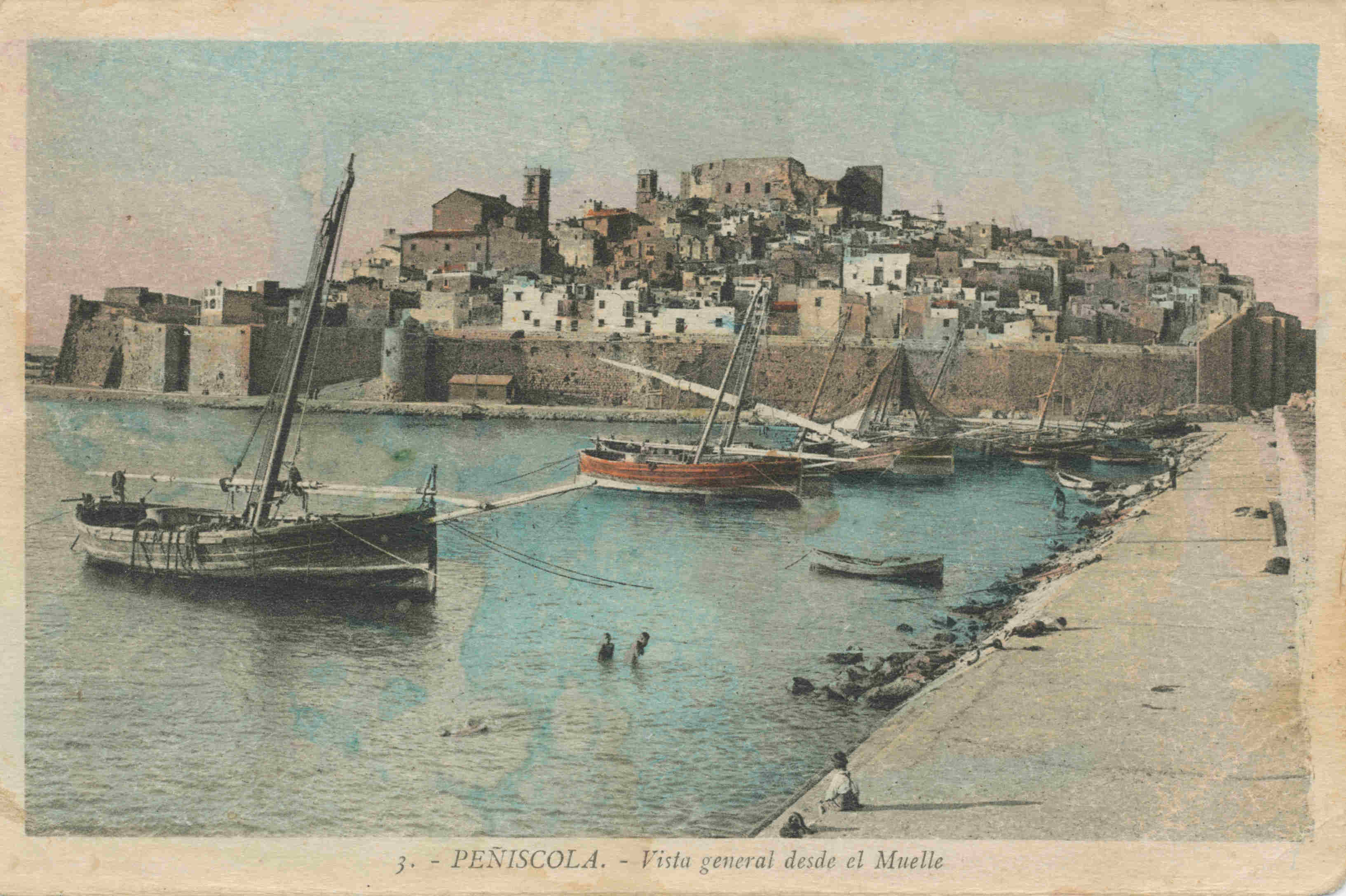
El port de Peníscola l'any 1930, huit anys després de la seua construcció

Durant la Guerra del Francès Peníscola va ser objecte de diverses operacions militars pel seu valor estratègic. Així, en primera instància fou conquerida pel general napoleònic Suchet, el qual va expulsar la població de la ciutadella i els obligà a refugiar-se a la serra d'Irta. Posteriorment, va patir un ferotge bombardeig el 1812 per part de les tropes espanyoles comandades pel general Elío, que assetjaven les forces napoleòniques acantonades dins la ciutat a les ordres del general Severoli. Aquest bombardeig assolà gran part del caseriu que envolta el castell i part de la fortalesa, i deixà així mateix marques de projectils en totes les muralles. Finalment, els francesos van abandonar la plaça el 1814.
En les eleccions generals espanyoles de 1810 a Corts Extraordinàries i Constituents, pel districte de Peníscola (encara sota dominació francesa) es va triar com a diputat titular Juan Bautista Cerdà, que no arribà a prendre possessió de l'acta per ser capturat per les tropes franceses el 1811. En substitució seua, va ser enviat Luis Martí, baró de Casa Blanca, que n'havia sigut elegit com a suplent. Així mateix, ambdós foren regidors de l'ajuntament de la localitat.
Durant el segle xix i principis del segle xx, les principals activitats econòmiques de la ciutat van ser l'agricultura i la pesca. Hi destacava el cultiu de la vinya i la fabricació de vi, molt estimat i exportat pel proper port de Benicarló. Després del desastre econòmic de la fil·loxera el 1885, els cultius de secà locals es van centrar en la garrofera, l'olivera i l'ametler. Acabades les guerres carlines, i amb l'aparició de noves armes de foc molt més potents, el castell i la vila fortificada van perdre tota la importància militar i l'exèrcit espanyol desocupà la plaça el 1890.
El 1911, concretament el 31 de gener, es va produir un dur temporal de mar d'una intensitat inusitada a la costa entre Barcelona i València, conegut com el temporal de la Candelària. 140 mariners hi van morir, entre ells 27 mariners de la flota de pesca de Peníscola, el punt més afectat pel temporal junt amb la Barceloneta (28 morts). Tot i això, el nombre exacte de mariners morts és difícil d'ajustar i n'hi ha diverses xifres. El diari La Vanguardia el 6 de febrer de 1911 en comptava 37 morts a Peníscola i ho relatava així:
La raó de l'elevada mortalitat rau en el fet que el mal temps començà cap al migdia, quan les barques ja estaven faenejant en alta mar, i no van poder tornar a casa. Durant els quatre dies que durà el temporal va causar, a més dels danys humans (els cadàvers anaren apareixent repartits a la costa els dies següents), greus danys econòmics amb barques de pesca destrossades, vaixells de vapor enfonsats i càrregues de taronges perdudes. El temporal acabà de convèncer les autoritats de la necessitat de construir el port pesquer, que va ser inaugurat el 1922. En la decisió de construir-hi el port va tenir un paper destacat el polític Ramón Saiz de Carlos, diputat en Corts pel districte de Vinaròs. En agraïment, l'Ajuntament de la localitat el va nomenar fill predilecte i li dedicà un dels principals carrers del nucli antic.

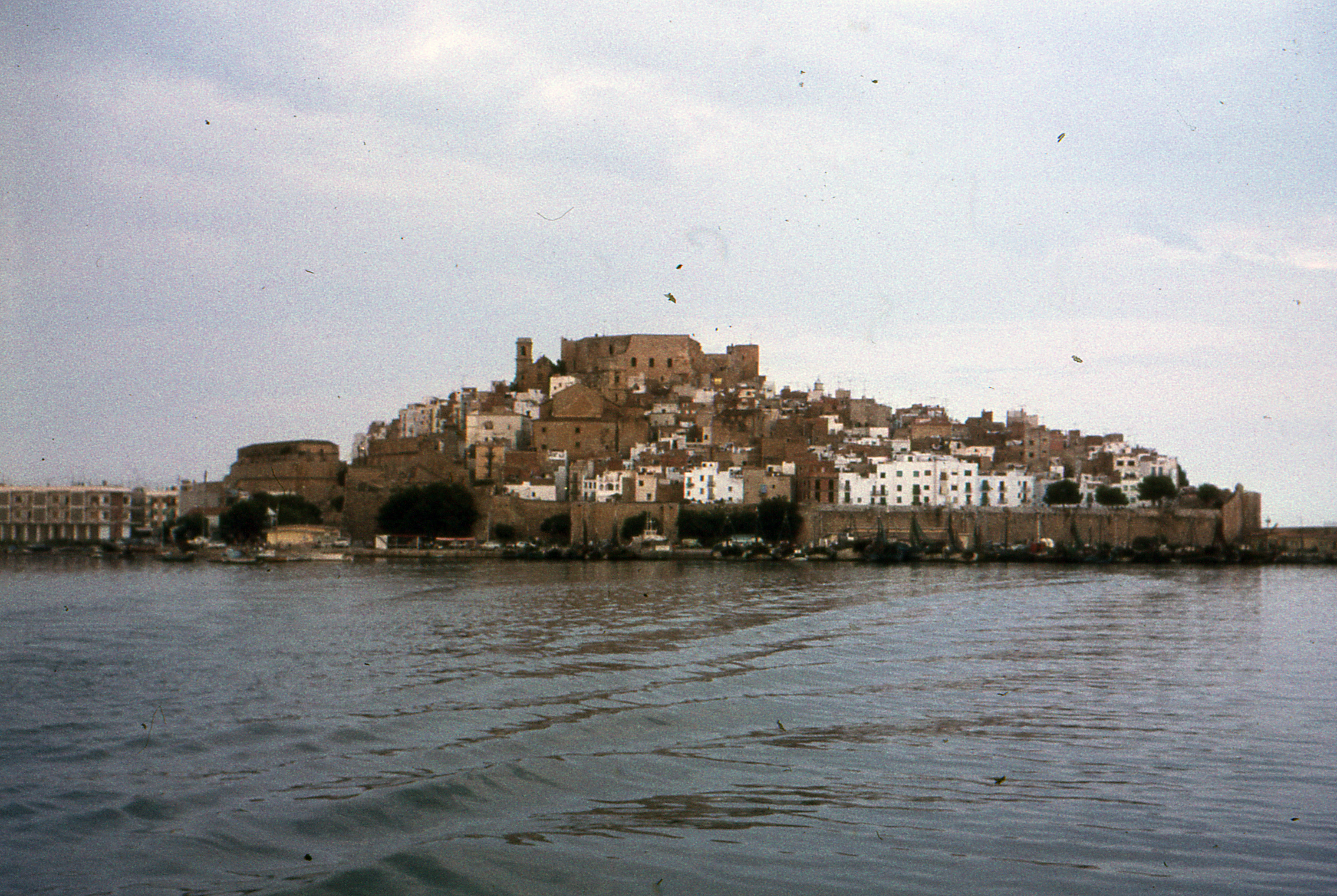
Vista del port i el castell des de la mar l'any 1969

En el període de la Guerra Civil, la població va restar en domini republicà i va sofrir diversos atacs de l'exèrcit franquista, entre els quals cal destacar el bombardeig per part de l'aviació legionària feixista italiana, comandada per Bruno Mussolini -fill del dictador italià Benito Mussolini- el 20 d'octubre de 1937. Finalment va ser ocupada el 19 d'abril de 1938 pel Cos d'Exèrcit de Galícia, comandat pel general Aranda (que fins 2016 tingué un carrer al seu nom al municipi), i la IV Divisió de Navarra. Durant l'atac franquista per conquerir la ciutat va morir Evaristo de Churruca i Zubiría, comte de Motrico i tinent d'infanteria falangista.
Una vegada acabada la guerra, nombrosos peniscolans partidaris de la república i la democràcia van ser empresonats i afussellats per les noves autoritats franquistes. Entre els peniscolans que van aconseguir escapar alguns van acabar sent atrapats a Europa per les autoritats nazis, que els deportarien a camps de concentració. Hi ha confirmada al menys la presència d'un peniscolà al camp de Mauthausen-Gusen, Ramon Castells Roca, que va ser assassinat en aquest camp el 10 d'abril de 1941.
Durant la postguerra, des dels anys 40 fins al començament dels 60, va haver-hi diversos períodes d'escassetat i fam, tot i que no va ser especialment cruenta a la ciutat. Cal destacar el rodatge de pel·lícules com Calabuch (de Luis García Berlanga) l'any 1956 i la superproducció El Cid (dirigida per Anthony Mann, i protagonitzada per Sophia Loren i Charlton Heston) l'any 1961, que van originar molts llocs de treball durant el seu rodatge i donaren a conèixer la ciutat. Així mateix, cap als anys 60 va començar a tindre lloc un procés de constant auge del turisme, que va esdevenir el sector econòmic hegemònic al llarg dels anys posteriors, amb la injecció econòmica que hi comportà.
El municipi ha tingut, en la segona meitat del segle xx, una forta transformació econòmica, en passar del sector primari (agricultura i pesca) al terciari (turisme). La trama urbana, acotada antigament per les muralles, a causa de l'increment de població fruit del creixent turisme, s'estengué durant la segona meitat del segle xx per la part continental de manera desordenada. S'ha urbanitzat la línia litoral fins a Benicarló, els voltants de la desembocadura del Prat o marjal de Peníscola, els vessants de les muntanyes més properes al poble i la plana litoral sud dels Pitxells. Així mateix, es van emprendre diverses obres públiques de considerable importància a fi de transformar Peníscola en una ciutat turística i atraure visitants: construcció del passeig marítim, ampliació del port, condicionament de les platges Nord i Sud i reforma i restauració d'antics edificis, com el mateix castell o les muralles.

## Actualitat
En l'actualitat el sector turístic representa el principal motor econòmic de la ciutat, i suposa una transformació permanent. Amb la consolidació de Peníscola com una de les destinacions turístiques més destacades i reconegudes del País Valencià i de la costa mediterrània, aquesta activitat començà a presentar alguns conflictes amb el medi ambient i el patrimoni cultural. Així, des de l'arribada del turisme ha tingut lloc un procés d'ocupació massiva del territori del terme municipal, tant al sud com al nord del nucli històric. Al seu nord s'han construït nombrosos hotels, aparthotels i finques d'apartaments en línia paral·lela a la costa, que arriben a connectar-se amb el municipi de Benicarló; mentre que al sud es va entrar en conflicte amb el Parc Natural de la serra d'Irta, una de les darreres zones de la costa valenciana lliure de carreteres i apartaments, tot i que en la seua zona més pròxima a la ciutat es troben construïdes diverses urbanitzacions, com la Finca del Moro, Font Nova o El Mirador de las Islas.

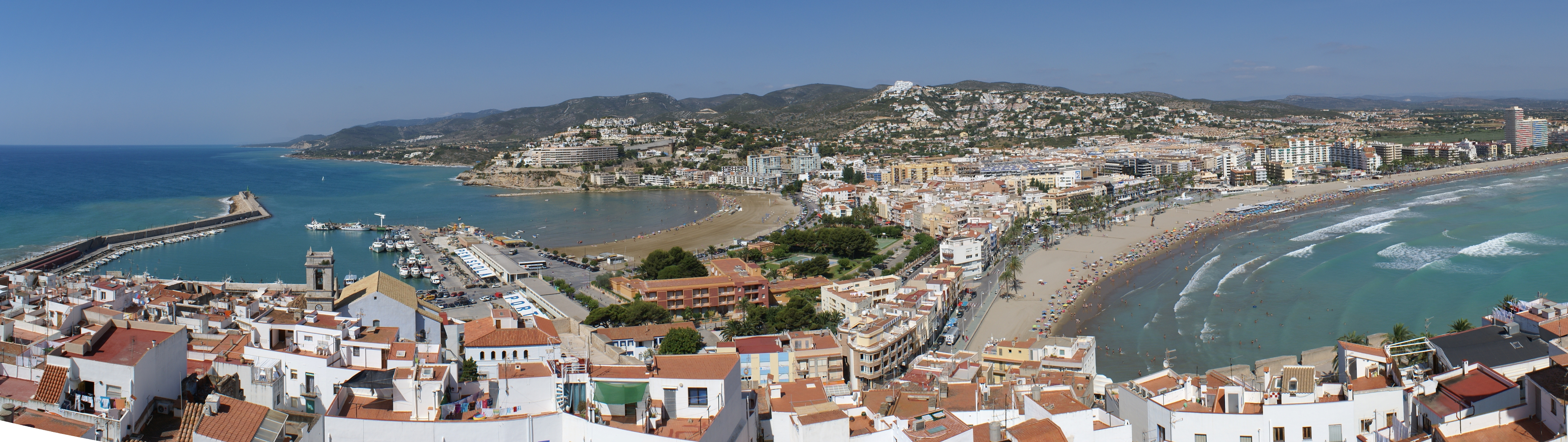
Vista panoràmica actual des del penyal de Peníscola, que divideix la costa en dues parts. A la part esquerra de l'istme, la platja Sud i el port pesquer; a la dreta la platja Nord i la marjal. Al front, les muntanyes més septentrionals de la serra d'Irta

## Galeria d'imatges

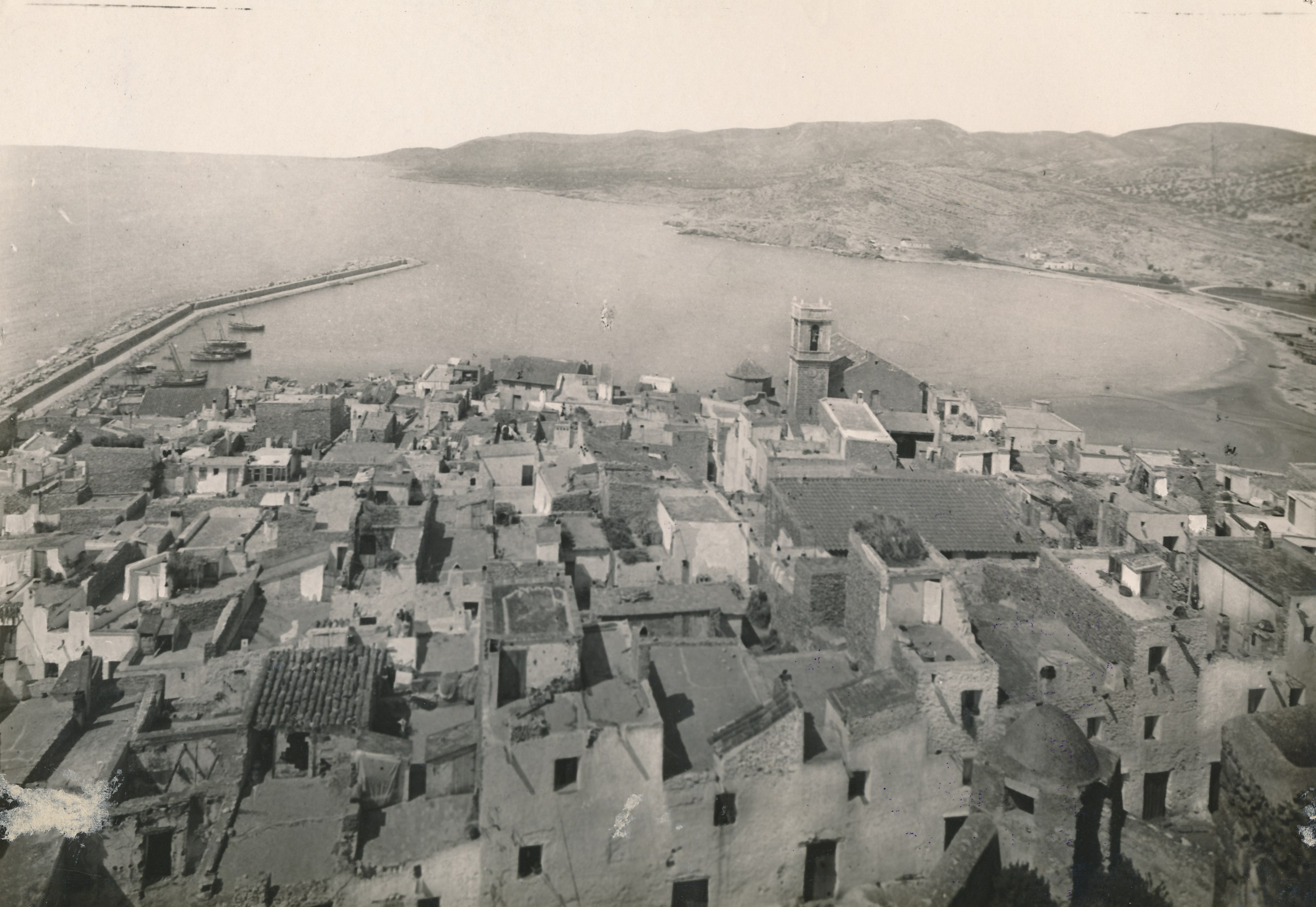
Vista des del castell entre 1928 i 1931
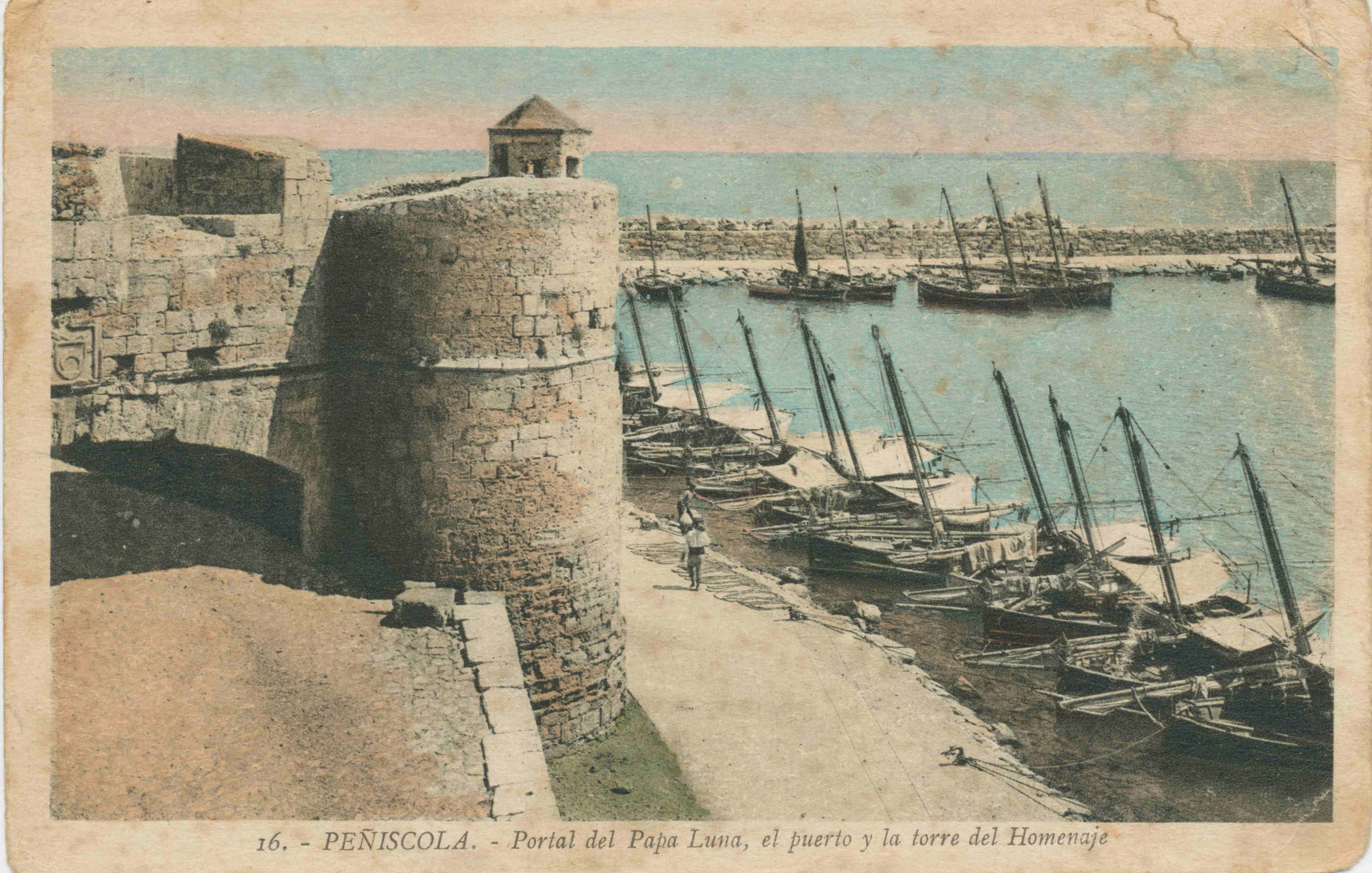
Vista del portal de Sant Pere i el port l'any 1930
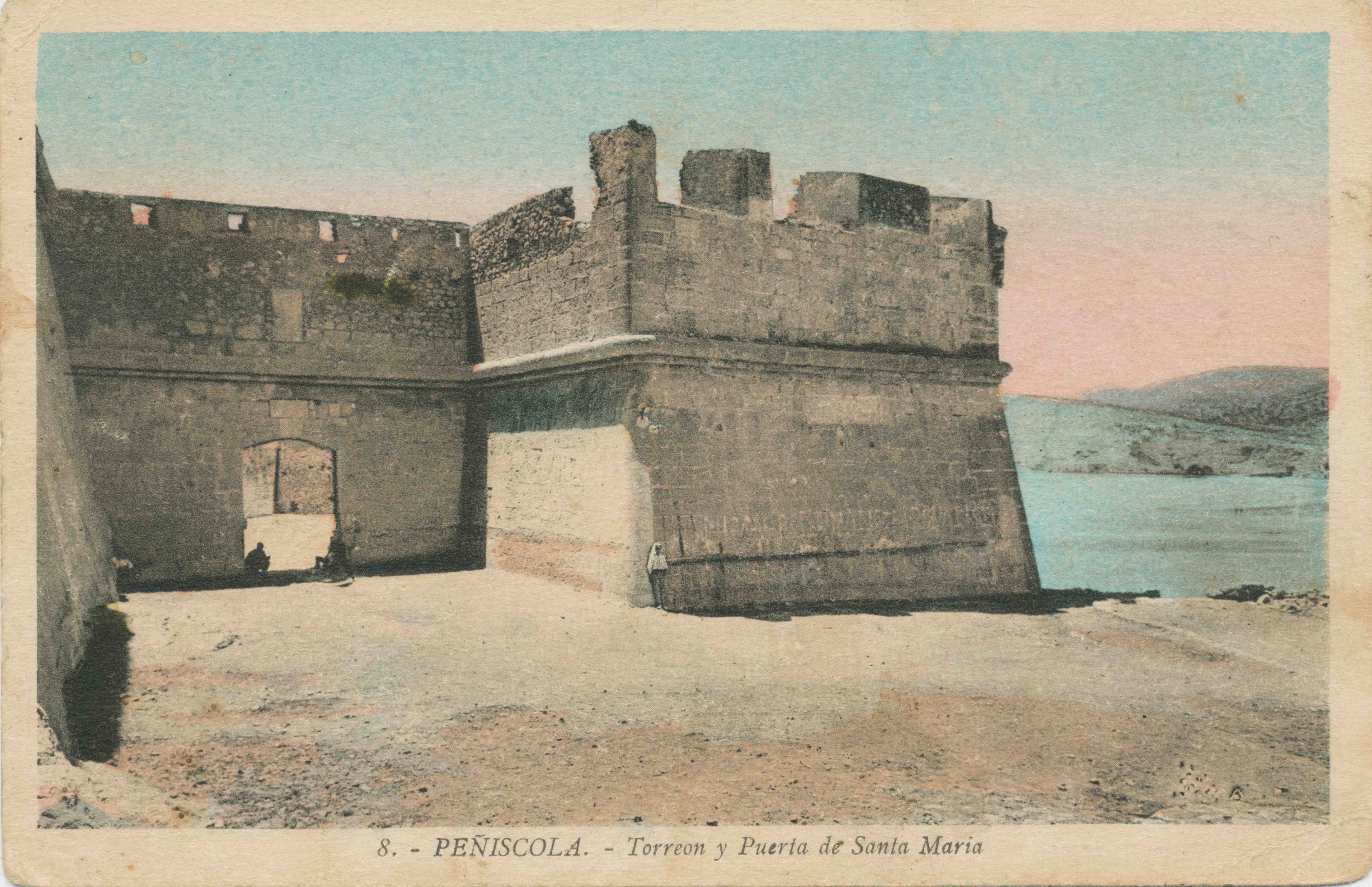
La porta de Santa Maria al voltant de l'any 1930
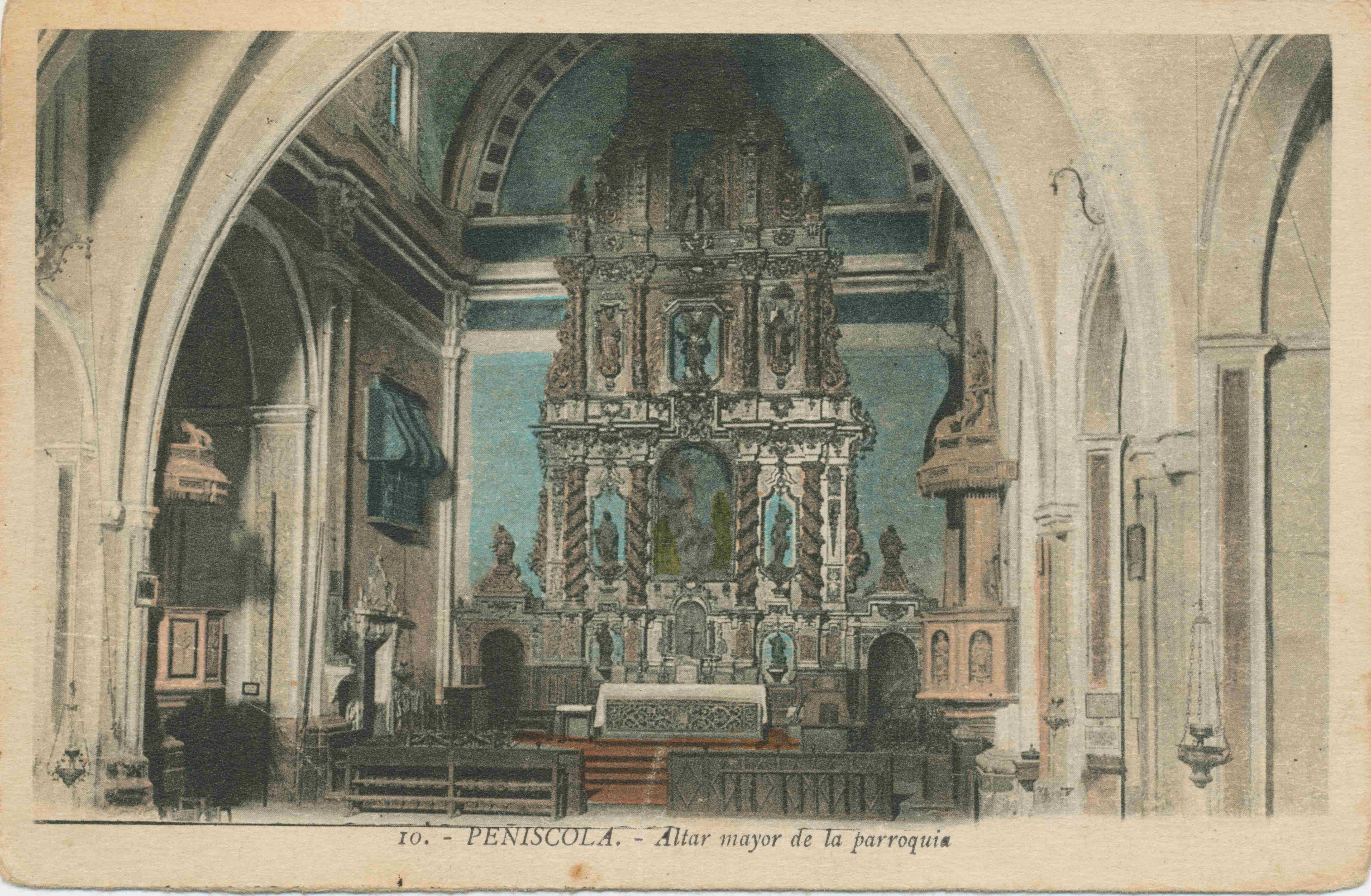
Altar major de l'església de Santa Maria als anys 30
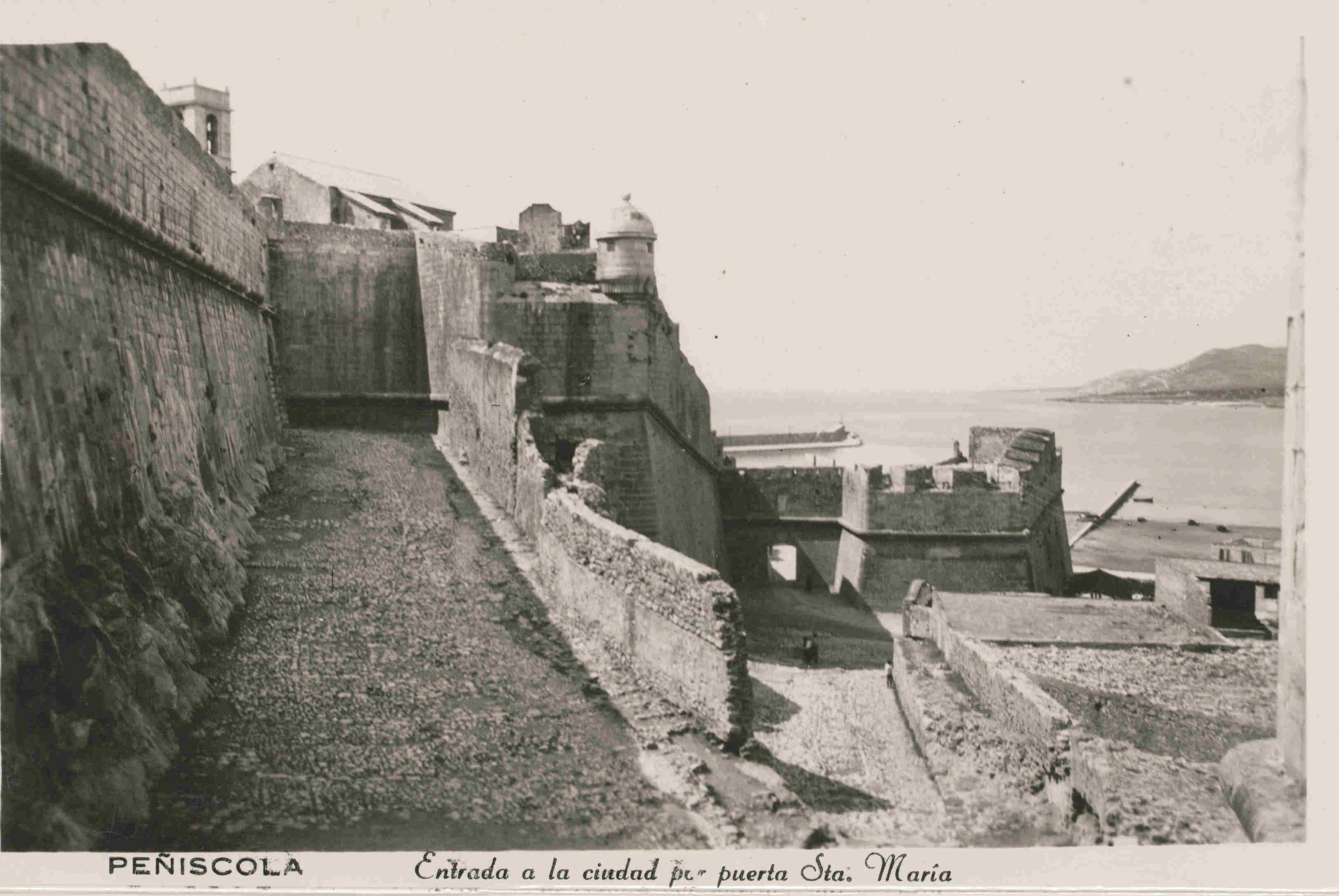
Entrada al castell per la porta de Santa Maria l'any 1930
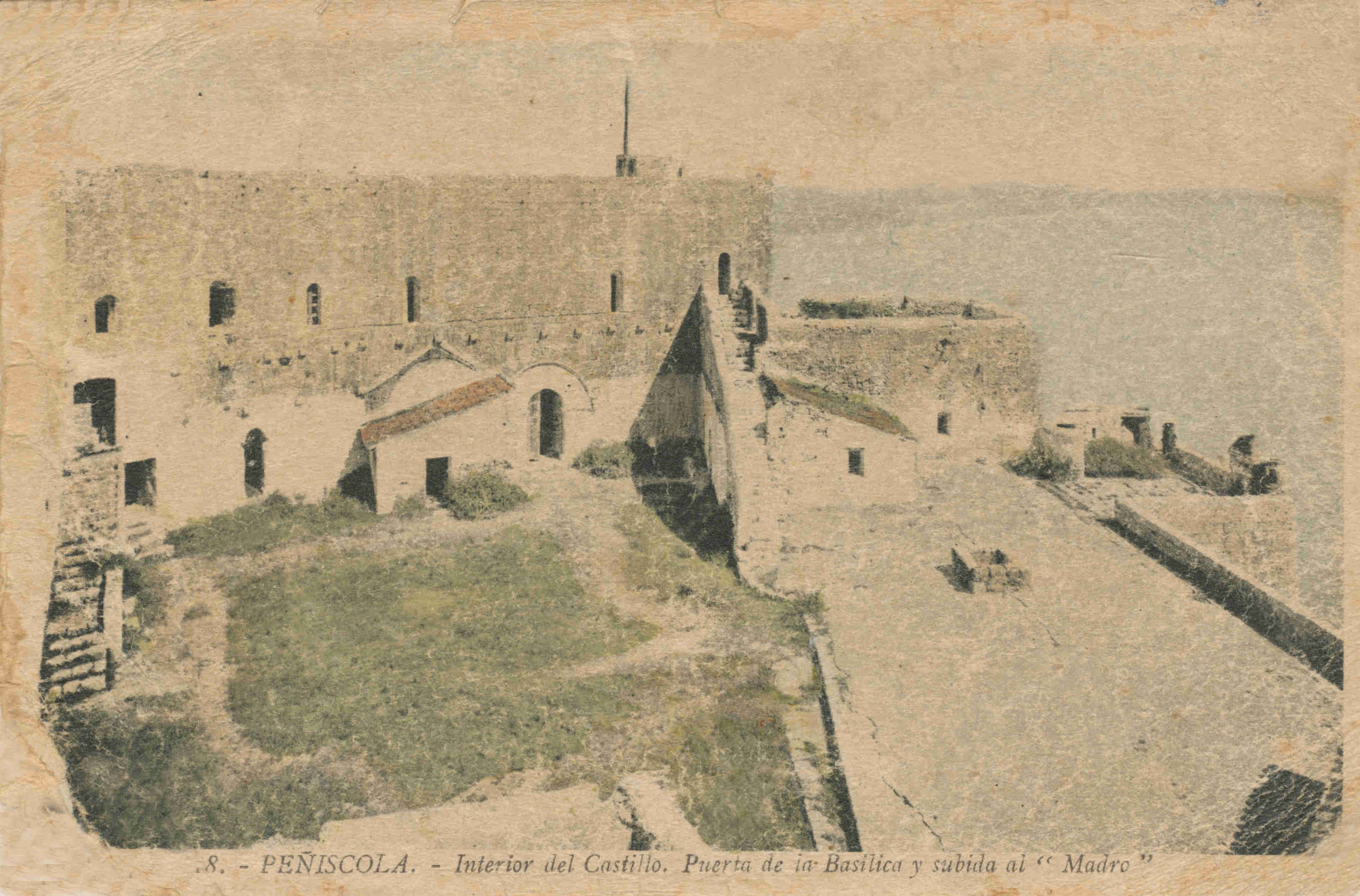
Pati d'armes del castell als anys 30
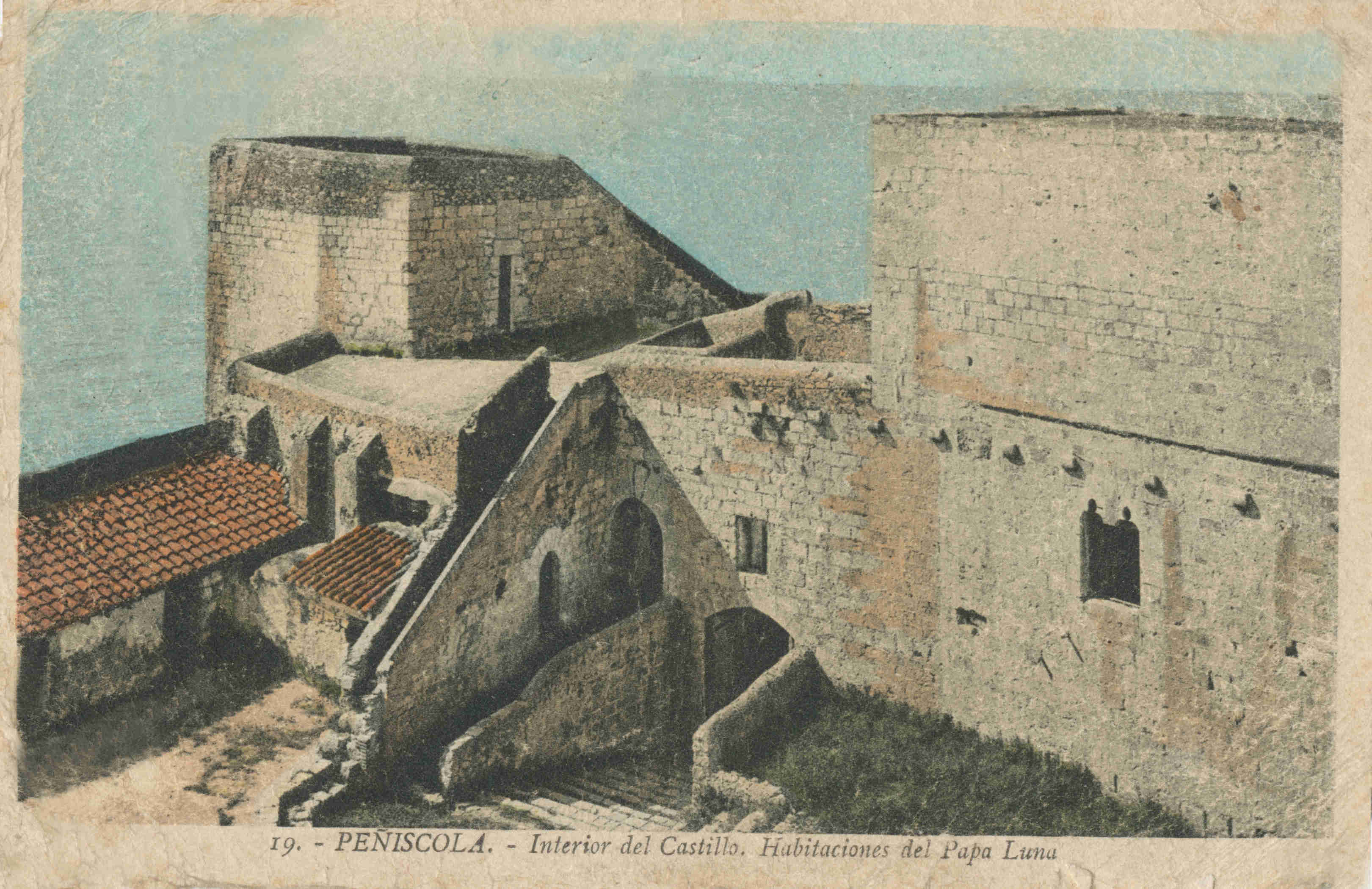
Dependències del Papa Luna al castell als anys 30
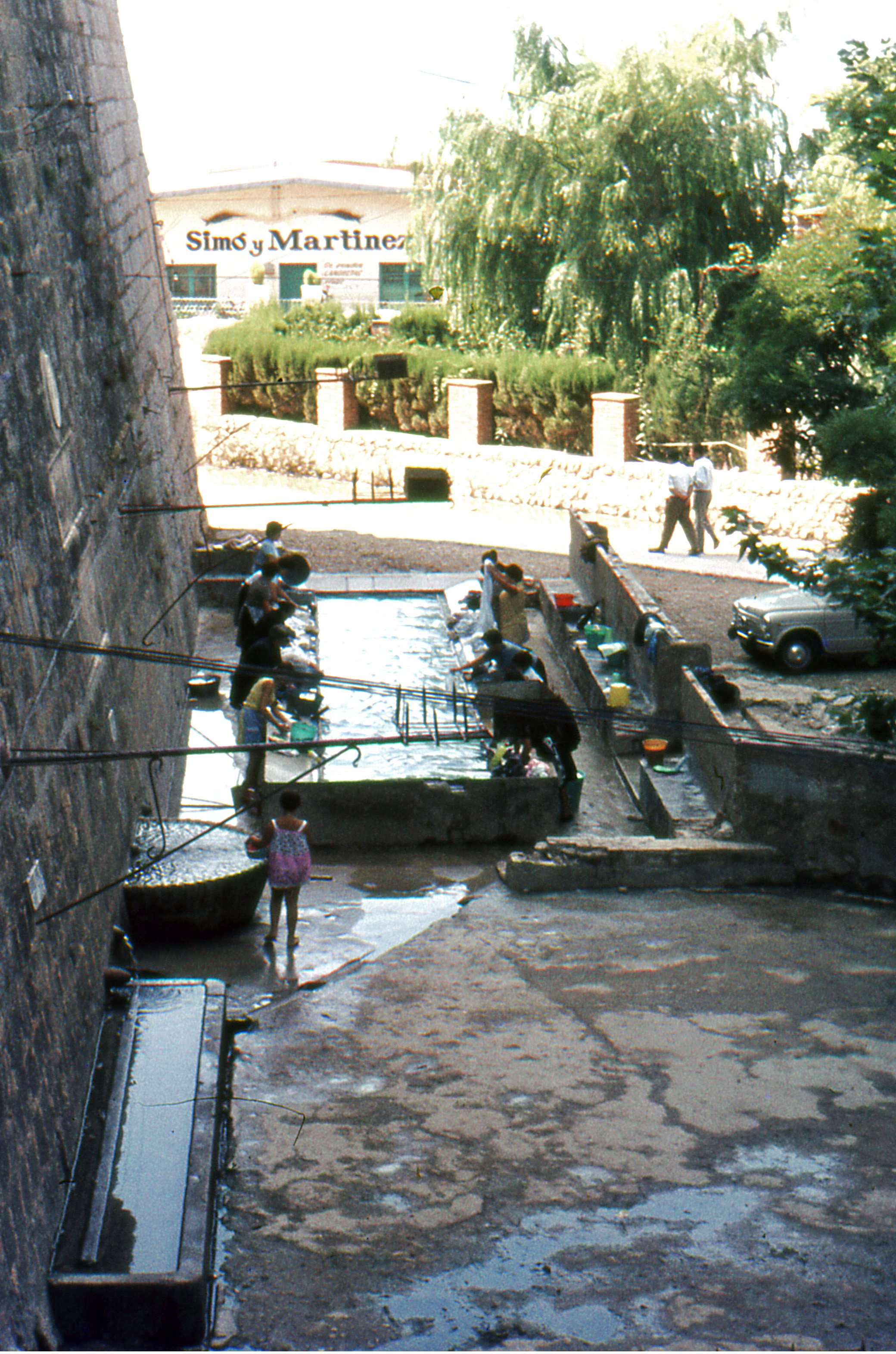
El safareig al peu de la muralla l'any 1969
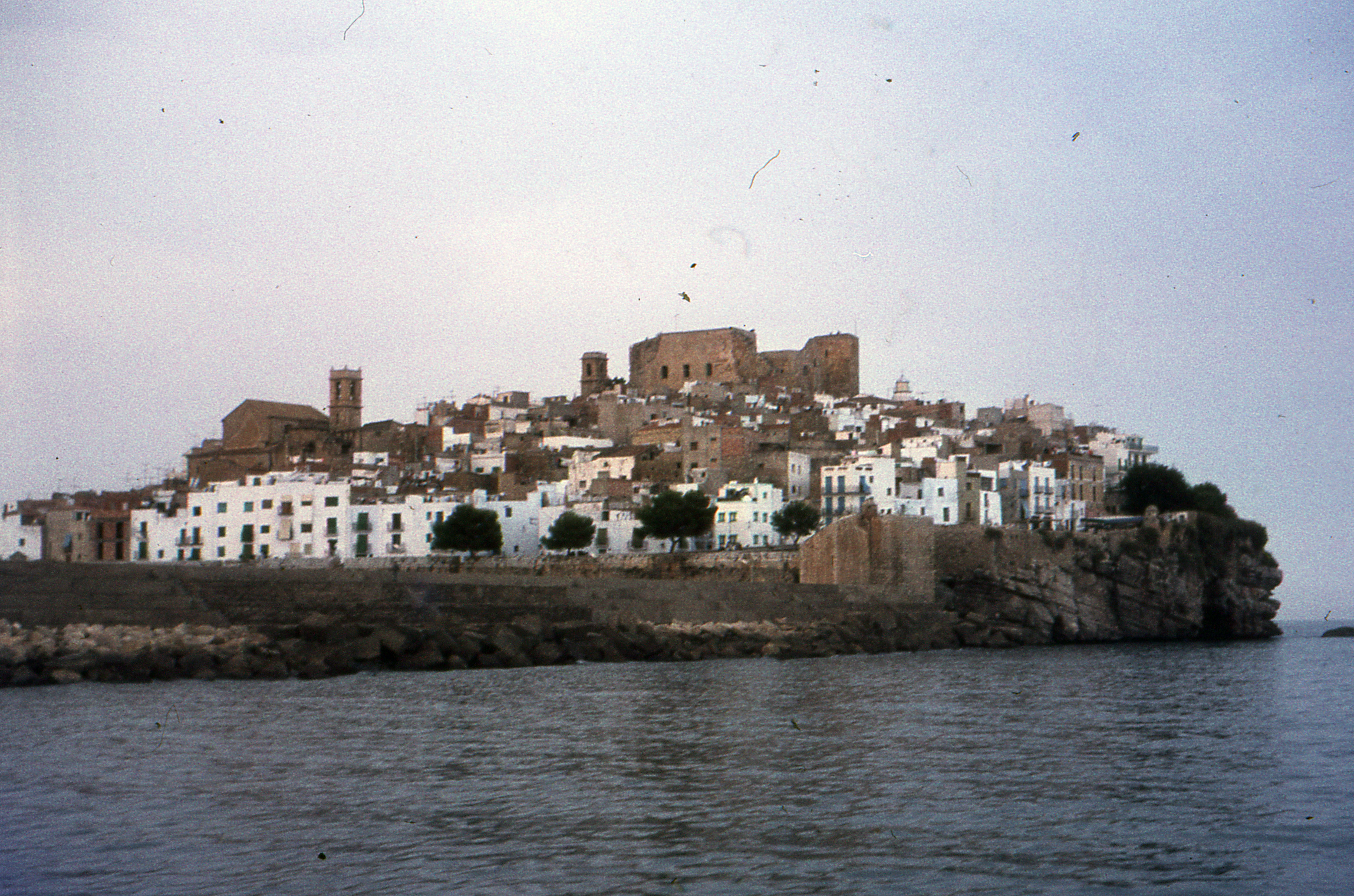
El castell i les muralles l'any 1969
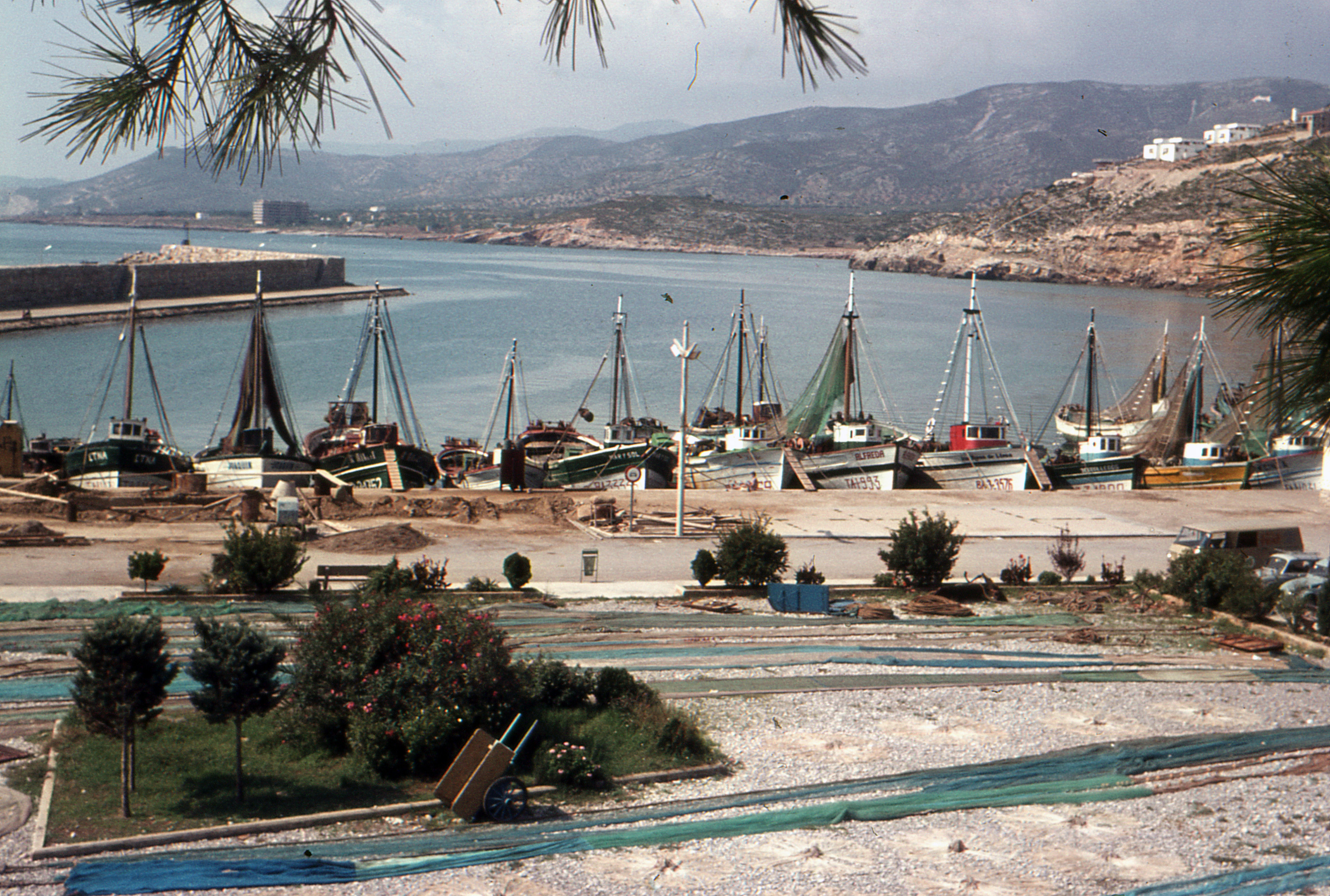
El port i la Serra d'Irta (al fons) l'any 1979
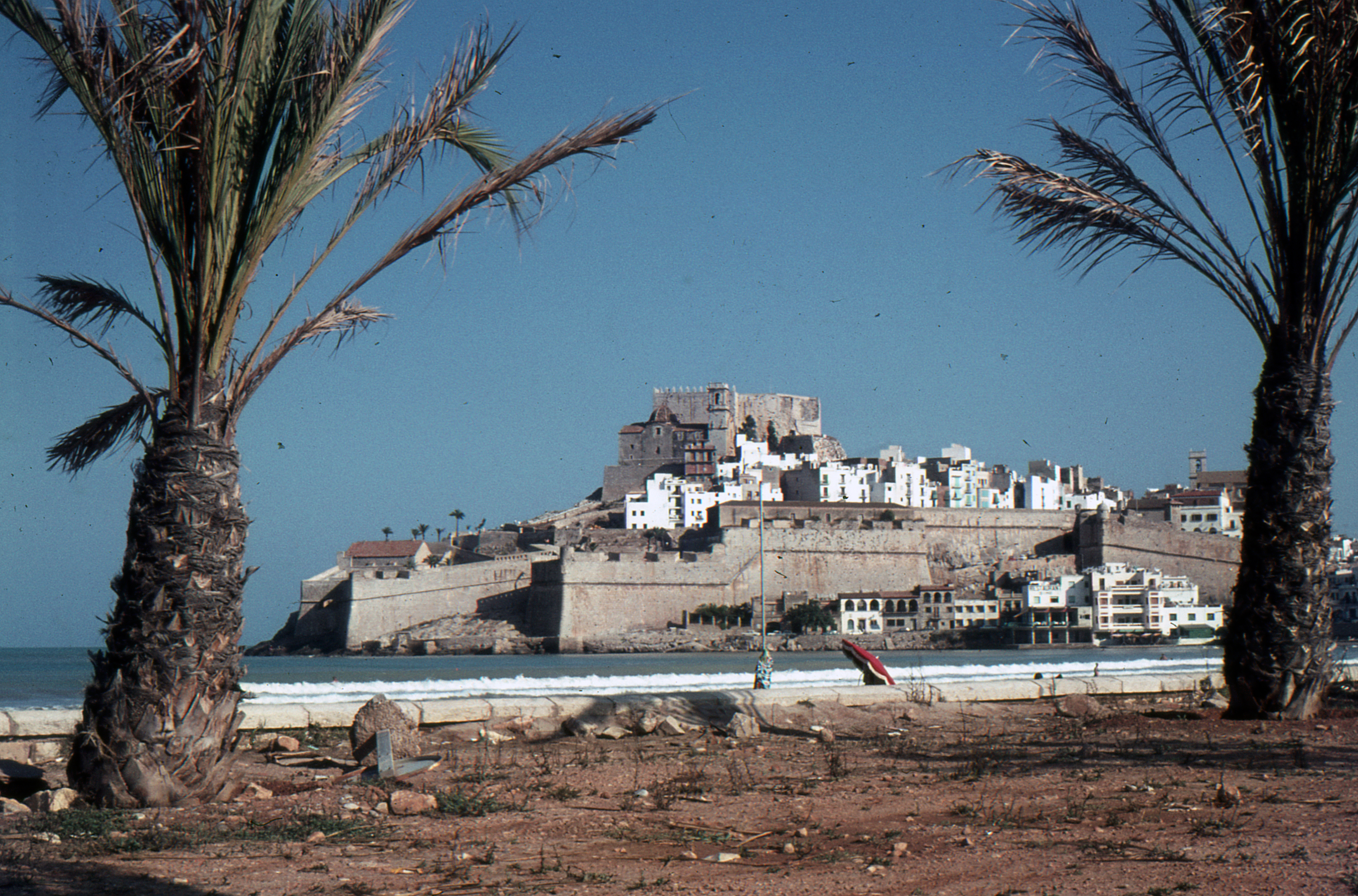
Passeig marítim i Platja Nord el 1979
Planta de la fortificació De Peniscola de 1699.